# District of Columbia

Columbiadistriktets territoriella förändringar. Ursprungligen bestod distriktet av områden från både Maryland och Virginia. Virginiadelen (med bl.a. staden Alexandria) återlämnades dock till delstaten.

District of Columbia (uttal: [distriktəvkə'lɐmbiə]) förkortat D.C. och ibland omnämnt som Columbiadistriktet, är ett federalt distrikt i USA. Det utgörs numera helt av huvudstaden Washington, har en yta på 178 km² och (2018) 702 400 invånare.

## Historik

### Bakgrund
Förbundsdistriktet skapades 1790. Området utgjordes då av en 16 x 16 km stor kvadrat vid floden Potomac och gränsande till delstaterna Maryland och Virginia. Distriktet har fått sitt namn av att Columbia (av Christofer Columbus) är ett poetiskt namn på Amerika och Amerikas förenta stater.
Förr fanns det flera städer och countyn inom distriktet (bland andra Georgetown). I och med City of Washingtons tillväxt inkorporerades de andra områdena. Undantaget var Alexandria och Arlington County, vilka 1846 återbördades till Virginia.

### Status
Då District of Columbia inte är en delstat, har dess invånare ingen representant med rösträtt i USA:s kongress – trots att kongressen har sitt säte i distriktet. Invånarna väljer endast en delegat som deltar i debatten och i representanthusets utskott, dock utan rösträtt. I senaten finns inte District of Columbia representerat alls. Genom ett särskilt författningstillägg har invånarna i distriktet dock rätt att delta i presidentvalet.
På 1960-talet framfördes ett förslag till kongressen att distriktet skulle bli upptaget som en egen delstat i federationen. Förslaget röstades dock ner, eftersom det ansågs att ett huvudstadsdistrikt utanför delstatssystemet kunde stå mer neutralt gentemot delstaterna.
Från 1975 har distriktet en folkvald borgmästare och en folkvald församling.